# Okrąglica (Zgorzelec)
Pour les articles homonymes, voir Okrąglica.
Okrąglica est une localité polonaise de la gmina de Węgliniec, située dans le powiat de Zgorzelec en voïvodie de Basse-Silésie.